# Logona Esau
Logona Esau (Nauru, 1987. március 2. –) tuvalui súlyemelő.
Ő az első tuvalui sportoló, aki nemzetközi sporteseményen, a 2005-ben Kororban megrendezett Csendes-óceáni Kisjátékokon érmet, mégpedig bronzérmet szerzett. A 2007-es Csendes-óceáni Játékokon a férfiak 69 kilogrammos súlycsoportjában 141 kilogramm felemelésével ezüstérmet nyert. 2008 augusztusában a súlyemelő-világbajnokságon szerepelt.
Esau képviselte Tuvalut Pekingben a 2008. évi nyári olimpiai játékokon, országa első olimpiai szereplésén. Esau vitte Tuvalu nemzeti zászlaját a játékok megnyitóján.
2006-ban 132. volt a Nemzetközi Súlyemelő-szövetség által vezetett ranglistán.